# 4678 Ninian
4678 Ninian este un asteroid din centura principală, descoperit pe 24 septembrie 1990 de Robert McNaught.